# Human Experiments
Human Experiments (també coneguda com Beyond the Gate) és una pel·lícula de terror estatunidenca del 1979 dirigida i coproduïda per Gregory Goodell. Fou protagonitzada per Linda Haynes, Geoffrey Lewis, Ellen Travolta, Aldo Ray, Jackie Coogan i Lurene Tuttle. Aquesta pel·lícula es va guanyar la seva notorietat per ser l'objectiu del Director of Public Prosecutions d'Anglaterra durant el furor del video nasty a principis dels anys vuitanta. Tot i que va figurar a la primera llista de "vídeo nasty" emesa pel DPP el 4 de juliol de 1983, la pel·lícula mai va ser processada sota la Llei de publicacions obscenes i originalment se li havia donat un sense tallar (ara desaparegut) classificació X del BBFC per la seva estrena en sales el 1979.

## Trama
Rachel Foster (Linda Haynes) és una cantant country que viatja sola pels Estats Units. Es resisteix als avenços del lúbric propietari del bar Mat Tibbs (Aldo Ray) i amb la pressa per marxar de la ciutat, accidentalment destrossa el seu cotxe. Buscant ajuda, troba el que sembla una casa abandonada, però després d'ensopegar-se dins del lloc, descobreix l'escena d'un horrible homicidi múltiple perpetrat per un noi jove. Com que ningú creu que el noi sigui responsable d'un acte tan horrible, el xèrif Tibbs (Jackie Coogan), germà del propietari del bar, l'ha portat a un centre penitenciari per a dones. A més d'haver-la acusat falsament dels assassinats, la música innocent es troba ara a mercè del psiquiatre de la presó Doctor Kline (Geoffrey Lewis) que té intencions diabòliques. Kline té algunes tècniques radicals per "curar" la criminalitat, i després d'un intent d'escapament fallit, se sotmet al seu "tractament" i perd completament el cap. Després de la seva rehabilitació, el seu nom es canvia a Sarah Jean Walker. Després d'això, el cap s'adona que el nen es va despertar i va confessar haver matat a tota la seva família. Klein, en un esforç per mantenir la Rachel sota el seu polze i per ocultar els seus mètodes de teràpia radical, intenta que Rachel mati el guardià, però la Rachel sembla que ha trencat la programació. Dispara l'oficial i sembla ferir a Klein. Algun temps després, la Rachel torna a ser vista cantant en un bar, però, ara es porta el seu nou nom, Sarah Jean Walker.

## Repartiment
- Linda Haynes com a Rachel Foster[4]
- Geoffrey Lewis com el Dr. Hans Kline[4]
- Ellen Travolta com a Mover[4]
- Aldo Ray com Matt Tibbs[4]
- Jackie Coogan com el xèrif Tibbs[4]
- Lurene Tuttle com l'àvia[4]
- Mercedes Shirley com al director Weber[4]
- Bobby Porter com a Derril Willis[4]
- Darlene Craviotto com a Rita[4]

## Recepció
Va participar al XIV Festival Internacional de Cinema Fantàstic i de Terror de 1981, on va rebre el Premi a la millor actriu.

## Vídeo domèstic
Scorpion Releasing va estrenar la pel·lícula en Blu-ray el 2018, amb un comentari d'àudio amb el director Greg Goodell.